# 孙立平
孙立平（1955年5月7日—），辽宁绥中人，毕业于北京大学、南开大学，中华人民共和国社会学家，清华大学社会学系教授及博士生导师，曾任教于北京大学。

## 生平
1955年5月7日，孙立平出生在辽宁省。1977年恢复高考后，1978年，孙立平考上北京大学中文系学习新闻专业，后又考上南开大学学习社会学。1983年至1999年，孙立平在北京大学执教，历任助教、讲师、副教授。2000年至今，孙立平转入清华大学执教，任教授，博士生导师。
中国经济体制改革研究会特邀研究员。

## 思想
孙立平致力于反思文化大革命。批判当代中国社会的社会溃败和权力溃败，提出“阳光法案”。提出转型社会学。他认为，1980年代是一个对改革有着极大共识的年代，但从1990年代初起，在“蛋糕”继续做大的同时，对蛋糕的重新瓜分过程也展开了，一些群体为改革付代价的现象开始出现。到90年代中后期，对公共财富的瓜分已经开始演变为群体间的财富争夺。在孙立平看来，社会阶层的分化和对立是一个危险的信号，他呼吁，政府不能对此听之任之，尤其不能火上加油，刻意去推动这个过程，要采取种种措施来抑制或减轻这个过程带来的负面影响。建构和谐社会的重点是协调利益关系，特别要加强对权力的规范，避免滥用、盗用公权的事件屡屡发生。政府应该为那些对GDP贡献不大、但能够为许多人提供就业机会的中小企业保留生存空间，甚至提供某些优惠政策。
孙立平批评政治正确，并赞扬唐纳德·特朗普“对政治正确的冲击”，将后者视为未经过滤言论自由的体现。

## 著作[7]
- 《社会现代化》
- 《发展的反省与探索》
- 《传统与变迁》
- 《断裂——90年代以来的中国社会》
- 《转型与断裂——改革以来中国社会结构的变迁》
- 《失衡——断裂社会的运作逻辑》
- 《守卫底线——转型社会生活的基础秩序》
- 《重建社会—转型社会的秩序再造》

## 奖项
2006年，《南风窗》“为了公共利益年度人物奖”。